# Aquilegia thalictrifolia
Aquilegia thalictrifolia (лат.) — многолетнее травянистое растение, вид рода Водосбор (Aquilegia) семейства Лютиковые (Ranunculaceae).

## Ботаническое описание
Многолетнее травянистое  растение высотой от 20 до 60 сантиметров. Стебли прямостоячие, стройные, толщиной 1-2 миллиметра, неразветвлённые или ветвистые с несколькими раскидистыми боковыми ветвями, опушённые. Немногочисленные базальные листья стелющиеся, до 20 сантиметров длиной, дважды тройчатые с прилистниками. Листочки широкояйцевидные, длиной от 1 до 3 сантиметров и шириной от 1 до 2,5 сантиметров, с клиновидным основанием. Надрезаны почти до середины или глубоко зубчатые, обычно трёхпалые с расширяющимися кверху кончиками. Нижние 1-2 стеблевых листа стеблеобъемлющие, похожи на базальные, но становятся меньше к верхушке. Самые верхние - простые и бесстебельные. Листья почти голые и лишь изредка покрыты одиночными железистыми волосками до железисто-прилипающих.
Цветочные стебли до 10 сантиметров в длину. Поникающие, гермафродитные цветки с двойным околоцветником мелкие, сине-фиолетовые. Чашелистики достигают 20 миллиметров в длину и 7-8 миллиметров в ширину; опушённые снаружи и голые внутри и нависают над лепестками примерно на 11 миллиметров. Пластинка лепестков удлинённо-яйцевидная, округло-тупая. Длина от 11 до 13 миллиметров, а ширина - от 7 до 9 миллиметров. Шпора прямая или слегка изогнутая с гребенчатым кончиком, длиной от 8 до 11 миллиметров и голый. Тычинки примерно на один миллиметр длиннее лепестков. Перепончатые стаминодии несколько волнистые и длиной около 5 миллиметров. 5 поверхностных и свободных карпелл железисто-волосистые, длиной около 10-14 мм.
Время цветения - июнь. Формируются цилиндрические, клейко-волосистые и клювовидные, многосемянные плоды. Семена маленькие, блестящие, чёрного цвета.
Число хромосом 2n = 14.

## Распространение и среда обитания
Очень редкий вид, эндемик известняковых Альп Южного Тироля, Ломбардии и Венето. Произрастает на известняковых скалах вместе с другими эндемиками Южных Альп - Saxifraga arachnoidea и Moehringia glaucovirens, на высоте около 1600 метров над уровнем моря.

## Таксономия
Вид был впервые научно описан в 1853 году Генрихом Вильгельмом Шоттом и Теодором Кочи.